# 新選組 (1969年の映画)
『新選組』（しんせんぐみ）は1969年に日本で制作された時代劇映画。製作は三船プロダクション。同時上映は『若大将シリーズ』の一本である『ブラボー!若大将』（東京映画作品。監督：岩内克己）。

## ストーリー
文久3年1月。武州多摩で天然理心流の試衛館を開く近藤勇（三船敏郎）は土方歳三（小林桂樹）や沖田総司（北大路欣也）らと浪士隊に応募し、京に向った。隊には水戸浪士芹沢鴨（三國連太郎）率いる水戸天狗党の残党も参加していた。京都で江戸逆戻りの命令を出す清河八郎（御木本伸介）に反発した近藤、芹沢ら13人は松平肥後守御預けとされて、同年3月、新選組が誕生した。近藤と共に局長についた芹沢ら一派の狼籍は目に余り、近藤、土方、沖田ら試衛館一派は芹沢らを暗殺。新見錦（内田良平）らも斬られ、新選組の実権は完全に近藤が握った。元治元年6月5日、政変で失脚した長州藩の志士が池田屋に集まっているとの情報を探知した近藤らはわずか5人で急襲、凄絶な斬り合いの末、圧倒的勝利を収めた。以来、新選組は、幕臣の信頼を集めたが、幕府は衰亡の一途を辿っていた。幕府の危機を悟った近藤だったが、最後まで幕府のために働く初心を変えなかった。鳥羽・伏見の戦いに敗れた近藤らは江戸へ帰還。その後甲陽鎮撫隊を率いたものの、戦況は好転せず近藤は下総流山で官軍に降った。慶応4年4月25日、板橋の刑場で近藤は処刑された。

## スタッフ
- 製作 : 三船敏郎、西川善男、稲垣浩
- 監督 : 沢島忠
- 監督助手 : 丸輝夫
- 脚本 : 松浦健郎
- 撮影 : 山田一夫
- 音楽 : 佐藤勝
- 美術 : 植田寛
- 録音 : 市川正道
- 整音 : 下永尚
- 照明 : 佐藤幸郎
- 編集 : 阿良木佳弘
- スチール : 飯高鋼
- 製作担当者 : 山崎英一
- 方言指導 : 安藤孝子
- 剣導 : 高野弘正
- 殺陣 : 久世竜

## キャスト
- 近藤勇 : 三船敏郎
- 土方歳三 : 小林桂樹
- 沖田総司 : 北大路欣也
- 芹沢鴨 : 三國連太郎
- 伊東甲子太郎 : 田村高廣
- 河合喜三郎 : 中村賀津雄
- 山南敬助 : 中村梅之助
- つね : 司葉子
- お雪 : 池内淳子
- お孝 : 星由里子
- お梅 : 野川由美子
- 香織 : 北川美佳
- 清河八郎 : 御木本伸介
- 谷守部 : 中谷一郎
- 新見錦 : 内田良平
- 原田左之助 : 山崎竜之介
- 本命堂 : 信欣三
- 手代木直右衛門 : 小栗一也
- 永倉新八 : 田中浩
- 藤堂平助 : 尾形伸之介
- 井上源三郎 : 久野征四郎
- 平山五郎 : 山本清
- 野口健司 : 大木正司
- 平間重助 : 木村博人
- 山崎烝 : 右下恭彦
- 宮部鼎蔵 : 戸上城太郎
- 吉田稔麿 : 杣英二郎
- 鵜殿甚左衛門 : 香川良介
- 石坂周造 : 村田吉次郎
- 幕閣の重役 : 津田伸
- 池田徳太郎 : 山﨑直樹
- 傍の隊士 : 浜畑賢吉
- 松平容保 : 山崎竜之介
- 古高俊太郎 : 鈴木治夫
- 新入隊士 : 関口銀三
- 幇間 : 田中春男
- 池田屋惣兵衛 : 谷口完
- 池田屋女中 : 戸田千代子
- 勝安房 : 中村翫右衛門
- 有馬藤太 : 中村錦之助